# Константин (Мичиген)
Константин (енгл. Constantine) град је у америчкој савезној држави Мичиген.

## Демографија
По попису из 2010. године број становника је 2.076, што је 19 (-0,9%) становника мање него 2000. године.
| Група             | 2000.         | 2010.         |
| Белци             | 1.986 (94,8%) | 1.884 (90,8%) |
| Афроамериканци    | 13 (0,6%)     | 37 (1,8%)     |
| Азијати           | 18 (0,9%)     | 10 (0,5%)     |
| Хиспаноамериканци | 30 (1,4%)     | 69 (3,3%)     |
| Укупно            | 2.095         | 2.076         |